# Chaetopisthes popei
Chaetopisthes popei är en skalbaggsart som beskrevs av Tangelder och Jan Krikken 1982. Chaetopisthes popei ingår i släktet Chaetopisthes och familjen Aphodiidae. Inga underarter finns listade i Catalogue of Life.